# Amblyscarta venata
Amblyscarta venata är en insektsart som beskrevs av Young 1977. Amblyscarta venata ingår i släktet Amblyscarta och familjen dvärgstritar. Inga underarter finns listade i Catalogue of Life.